# Bela Khotenashvili
Bela Khotenashvili, in georgiano ბელა ხოტენაშვილი (Telavi, 1º giugno 1988), è una scacchista georgiana.

## Carriera
Ha ottenuto il titolo di Grande Maestro Femminile nel 2007 e di Grande maestro assoluto nel 2013.

### Giovanili e juniores
Nel 2004 ha vinto a Candia il Campionato del mondo giovanile femminile under-16.

### Risultati individuali
Nel 2012 ha vinto il 69º campionato georgiano femminile, risultato ripetuto nel 2015, 2017 e 2021.
Altri risultati:
- 2009 :  vince l'open femminile "Majja Čiburdanidze Cup" di Tbilisi;
- 2013 :  in maggio vince a Ginevra la prima tappa del "FIDE Women Grand-Prix 2013-14".[2]
- 2014 :  in agosto è seconda dopo Monika Soćko nel torneo femminile di Erfurt;[3] In dicembre vince il premio per la migliore giocatrice nel Qatar Masters Open.

Nel novembre 2018 ha preso parte al Campionato del mondo femminile. Dopo aver superato nel primo turno la vietnamita Vo Thi Kim Phung per 1½ - ½ è stata eliminata al secondo turno dalla indiana Harika Dronavalli  per 1½ - 2½ dopo gli spareggi rapid.
Nel luglio 2019 ha disputato a Wenzhou un match, denominato Xinqiao Cup, sulle 4 partite a cadenza classica contro la cinese Ju Wenjun, al momento Campionessa del mondo in carica: il punteggio di 0,5 a 2,5 alla fine della terza partita ha sancito la vittoria della giocatrice cinese senza la necessità di giocare l'ultima partita.

### Nazionale
Nel 2009 è seconda con la squadra georgiana nel campionato europeo femminile a squadre.
Nel 2010 ha partecipato con la nazionale femminile georgiana alle Olimpiadi di Chanty-Mansijsk, ottenendo la medaglia di bronzo di squadra e di bronzo individuale in quinta scacchiera (riserva).
Nel 2015 e nel 2023 vince la medaglia d'oro con la rappresentativa georgiana nel campionato del mondo a squadre femminile.

## Vita privata
Sì è laureata presso l'Università statale di Tbilisi, per quindi iscriversi all'Università tecnica georgiana. È sposata con il Maestro internazionale Malkhaz Sulashvili.